# Pinetum Woburnense
Pinetum Woburnense (abreviado Pinet. Woburn.) es un libro con ilustraciones y descripciones botánicas que fue escrito por el botánico, jardinero, escritor inglés James Forbes. Fue publicado en Londres en el año 1839 con el nombre de Pinetum Woburnense: or, A catalogue of coniferous plants in the collection of the Duke of Bedford at Woburn Abbey, systematically arranged.
El libro constaba de 226 páginas y 67 placas de ilustraciones.